# Danjel
Danjel je moško osebno ime.

## Izvor imena
Ime Danjel je različica moškega osebnega imena Danijel.

## Pogostost imena
Po podatkih Statističnega urada Republike Slovenije je bilo na dan 31. decembra 2007 v Sloveniji število moških oseb z imenom Danjel: 142.

## Osebni praznik
Osebe z imenom Danjel lahko godujejo skupaj z Danijelom.